# 蜜柑と月
『蜜柑と月』（みかんとつき）は、谷村志穂の短編小説集および、それを原作としたテレビドラマである。1991年7月に角川書店から刊行された。

## テレビドラマ
テレビ朝日の深夜ドラマネオドラマ枠でドラマ化された。放送期間は1992年4月13日～4月16日。放送時間は23:25～（30分）。全4回であった。

### キャスト
- 相楽晴子
- 瀬谷直也（ZOO）
- 斎藤憲史（ZOO）
- 芦川誠
- 山下容莉枝
- エド山口他

### スタッフ
- 脚本：高野和明
- 演出：猪原達三